# Saint-Étienne-du-Mont
Saint-Étienne-du-Mont é uma igreja católica situada no Monte de Santa Genoveva, no 5º arrondissement de Paris, capital da França. Localiza-se junto ao Panteão. Nela, está a tumba com os restos mortais de Santa Genoveva, padroeira de Paris. A igreja alberga ainda, em ambos os lados da entrada do presbitério, as tumbas de Blaise Pascal e de Jean Racine.

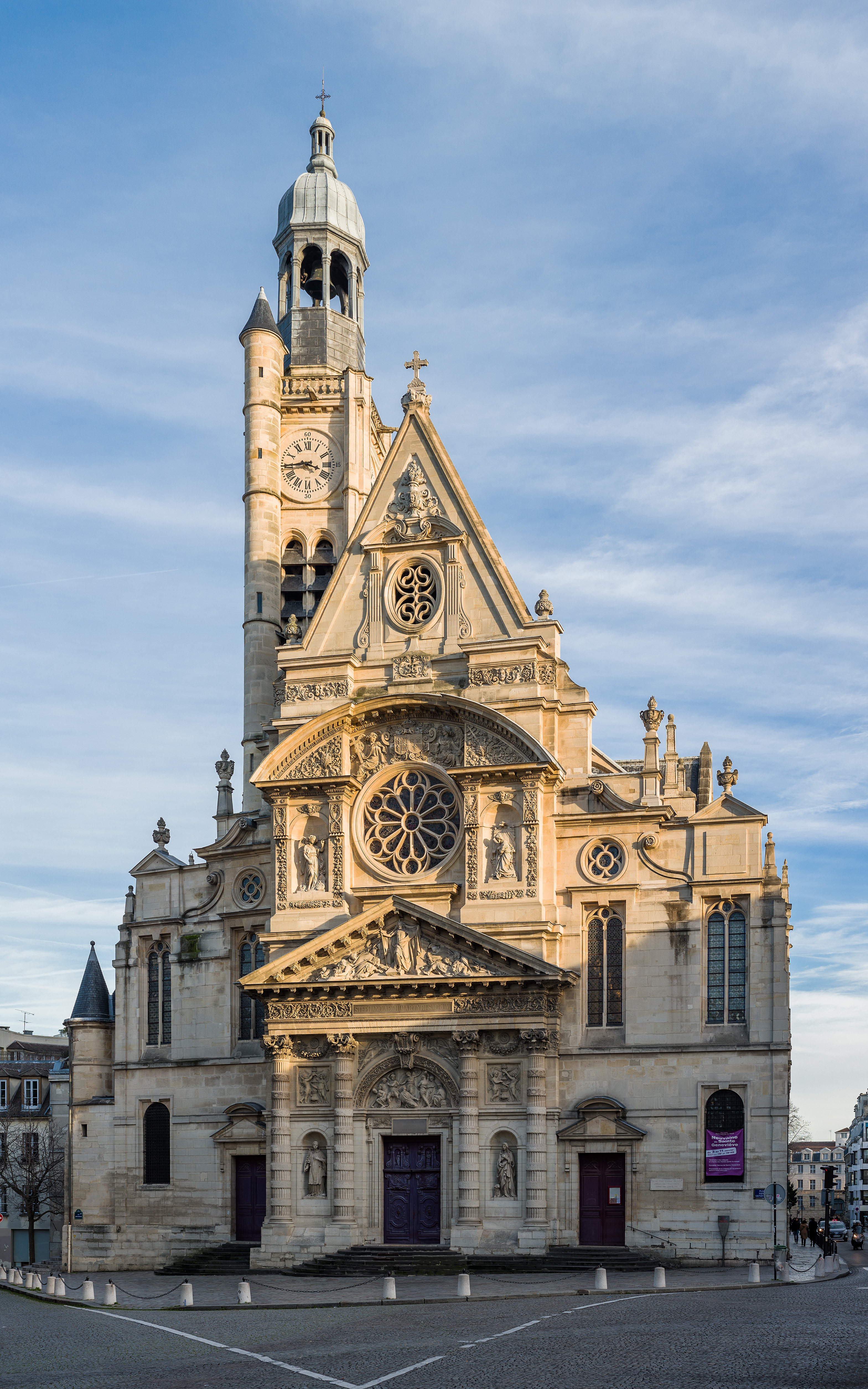
Fachada da igreja

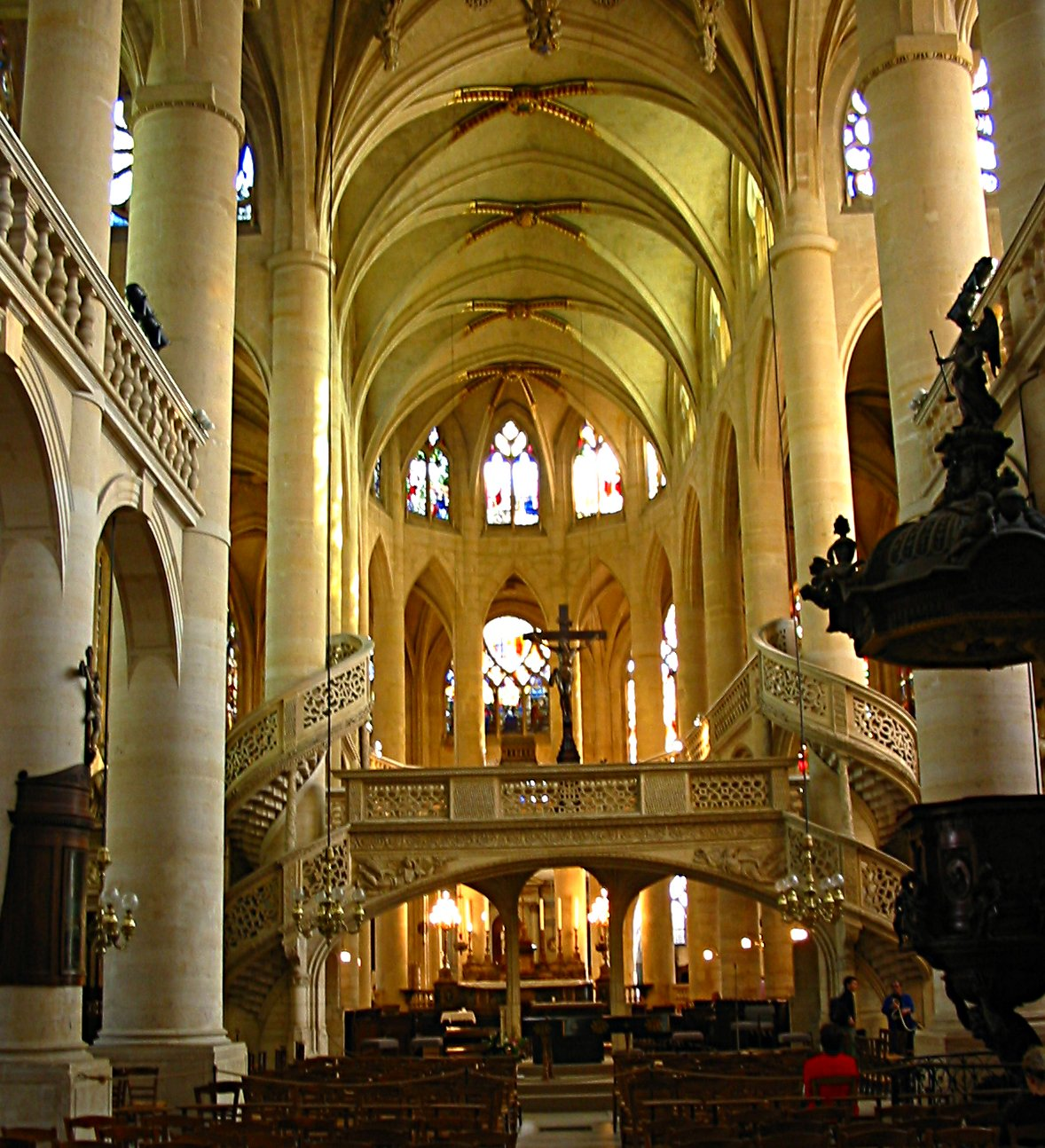
Interior da igreja

## História
- século VI - Construção da primeira capela a partir da cripta da abadia de Santa Genoveva
- século VI - Construção separada da igreja no lado norte da capela
- 1491 - Construção da torre campanário
- 1537 - Construção do presbitério
- 1545 - Construção de uma galeria
- 1580 - Construção da abóboda da nave e do transepto
- 1624 - O campanário é erigido
- 1807 - Demolição da igreja da abadia